# ケート・ヤングマン
ケート・ヤングマン（Kate M. Youngman, 1841年12月17日 - 1910年9月29日）は、アメリカ合衆国の宣教師。来日して1894年にハンセン病施設「目黒慰廃園」を設立した。

## 略歴

### 本国時代

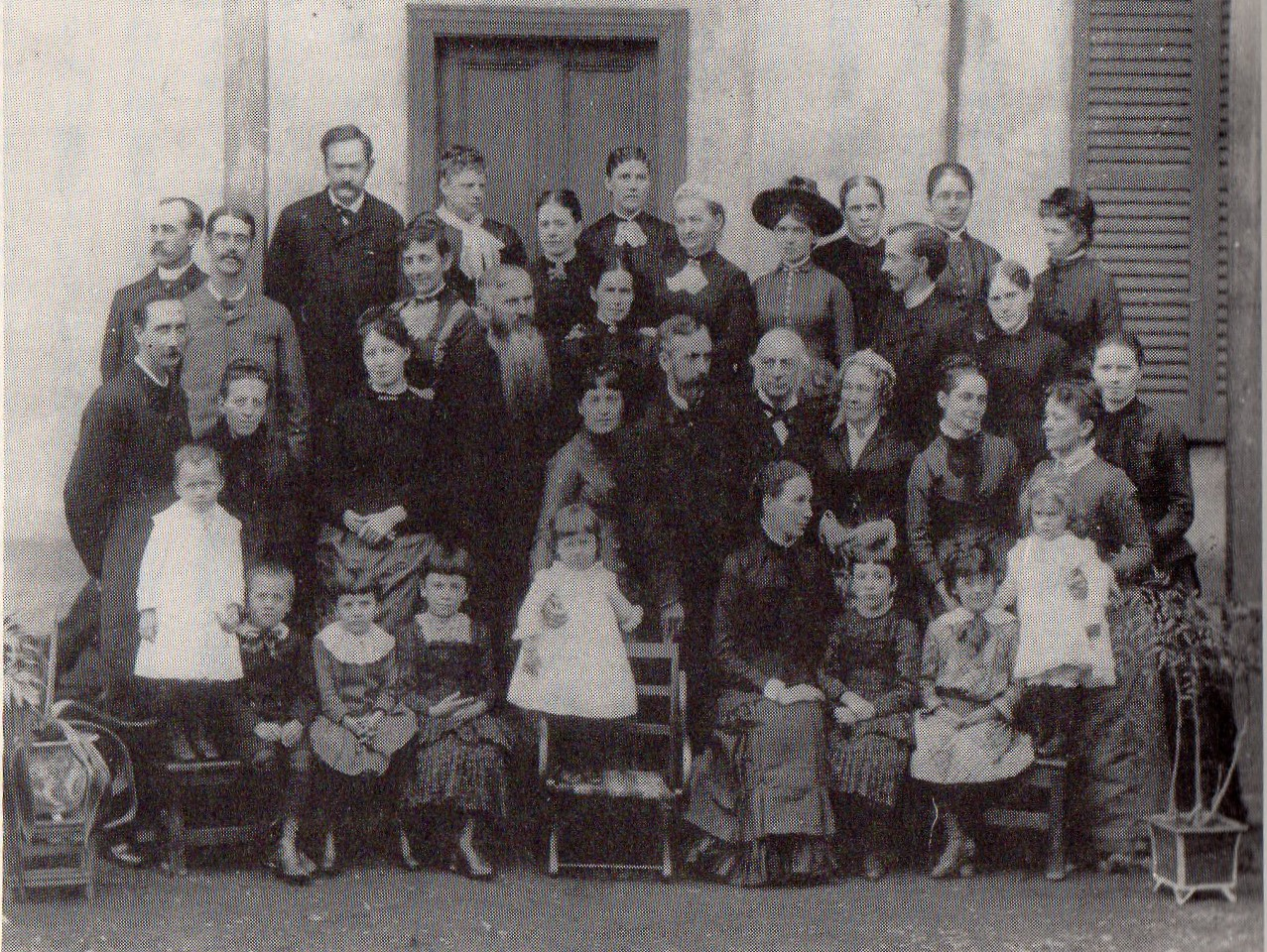
1880年代半ばのアメリカ合衆国長老教会東京ミッションのメンバーの家族の集合写真,ヤングマンは最後列左から2人目

1841年12月17日 アメリカ合衆国ニューヨーク州キングストンに生まれる。父ニコラスは教師。14歳時 母と、17歳時、父と死別。学校をやめて家事を切りもりしていた。21歳の時に婚約者が南北戦争で戦死。21歳で再び学校に戻り、師範学校に進む。卒業後は学校にとどまり教鞭を執った。

### 日本派遣
1873年(明治6年)太政官布告第68号で、高札は全て「取除キ可申事」とされ、日本においてキリスト教信教が公認されることになり、この年、アメリカ長老教会外国伝道局から派遣され来日する。32歳であった。1874年、同僚の婦人宣教師メアリー・パークと共に東京築地新栄町6丁目4番地にB六番女学校(女子寄宿学校とも呼ばれ、後の新栄女学校)を設立して。女学校で教えながら伝道をした。

### 好善社
1877年(明治10年)「キリストの精神を社会的に実践する」と女生徒10人と好善社を設立する。社長は竹村小安以（こあい）が就任した。ヤングマンは社を代表の地位には付かず、好善社の見張り役として働いていた。1891年(明治24年)社則が改められ、伝道、教育、慈善の３本立てとなった。
1892年(明治25年)日本基督芝教会の信者である津島八重は、ハンセン病を発病しカトリック系の神山復生病院に入院していたが、宗教の違いで逃げ出していた。この事を知り、ヤングマンはプロテスタント系のハンセン病施設を作りたいと発議した。アメリカ長老教会からの資金援助は断られたので、1893年(明治26年) MTL(the Mission to Lepers「ハンセン氏病ミッション」)という団体に資金援助を求める。

### 慰廃園
1894年(明治27年)から、毎年一定額の資金援助がMTLより贈られてきた。1894年5月に1500坪の地所を購入する。。更に同年10月 東京府荏原郡目黒村下目黒（現目黒区中町）に4,950平方メートルの土地を取得して施設を建設することになる。別の病院にいた津島八重を引き取り、大塚正心、かね（山田耕筰の母方叔母）夫妻を監督者に立て、1894年10月13日正式に慰廃園が発足した。
慰廃園の嘱託医は北島剛三、加治木勇吉が就任する。北里柴三郎は慰廃園を病院組織にするなら、医師を派遣し、医薬を与えようと申し入れた。1899年(明治32年) 慰廃園はこれを受け入れた。北里により、中條資俊、高野六郎らが派遣され嘱託医となった。慰廃園の病院化は好善社社員出席者全員一致の意思によるが、東京府の許可が与えられたのは彼女が宣教師として与えられていた米国での休暇中であった。ヤングマンは慰廃園の病院化は賛成ではなかったので、病院としての認可が下りると自ら慰廃園より手を引いた。

### 晩年
彼女の姿勢は変わらず、ようやく1900年(明治33年)好善社の総会に出現して、「見張り役」という前の役についた。1904年(明治37年)6月16日。院長北島剛三、監督大塚正心の記録がある。1910年(明治44年)に、ヤングマンは好善社からも手を引く。病に倒れ12日の病臥の後、9月29日に日本で60歳で死没する。墓は東京都豊島区染井墓地にある。

## 慰廃園について
- ヤングマンはハンセン病患者とはかかわりたくなかったか、ハンセン病を嫌っていた記載がある。[3]開所当時の監督者、患者の写真はでているが、ヤングマンは写真に出てこない。本来の患者は貧しい人が多かったという。また、慰廃園では、全生園などが空きがない時に、政府委託患者を受けつけていた。それは「政患」と呼ばれていた。「政患」は9名位から50名位の時もあったが、警視庁から救済費もでている。モルヒネの流行などもあり、待遇も違うので、元々の患者と「政患」の仲はよくなかった。[7]1942年、経営が困難となり、患者を55名は多磨全生園に引き取られた。なおその前年に熊本の回春病院も閉鎖された。

## 文献
- 山本俊一『日本らい史』東京大学出版会、1993年。ISBN 4-13-066401-8
- 森幹郎『ハンセン病史上のキリスト者たち - 足跡は消えても』ヨルダン社、1996年。ISBN 4-8428-0214-6
- 宗田一他編著『医学近代化と来日外国人』世界保健通信社、1988年。ISBN 4-88114-607-6
- 『日本キリスト教歴史大事典』日本キリスト教歴史大事典編集委員会編、教文館、1988年。
- 『ある群像 好善社100年の歩み』　好善社　1978　日本基督教団出版局。
- 中島耕二、辻直人、大西晴樹『長老・改革教会来日宣教師事典』教文館、2003年